# Hipparchia algirica
Hipparchia algirica är en fjärilsart som beskrevs av Charles Oberthür 1876. Hipparchia algirica ingår i släktet Hipparchia och familjen praktfjärilar. Inga underarter finns listade i Catalogue of Life.